# Tetrameryx
Genre
Tetrameryx est un genre fossile d’herbivores terrestres de la famille des Antilocapridae, vivant en Amérique du Nord du Miocène, il y a −23 millions d’années jusqu'à la fin du Pléistocène, il y a −12 000 ans.
Une espèce, Tetrameryx shuleri, a été contemporaine des premiers Paléoaméricains, et a vraisemblablement été exterminée par la chasse.[réf. nécessaire]. On sait aussi que par rapport à son cousin l'antilope d'Amérique, du fait de ses grandes cornes, il courait moins vite.

## Description
Les espèces du genre ressemblaient au Pronghorn, mais avec des cornes plus imposantes.

## Occurrence
Au total, une trentaine de spécimens fossiles ont été découverts dans l'Ouest des États-Unis, au Canada et au Mexique.

## Liste des espèces
Selon GBIF (25 août 2024) :
- † Tetrameryx irvingtonensis Stirton, 1939
- † Tetrameryx knoxensis Hibbard & Dalquest, 1960
- † Tetrameryx mooseri Dalquest, 1974
- † Tetrameryx shuleri Lull, 1921
- † Tetrameryx tacubayensis Mooser & Dalquest, 1975

## Systématique
Le nom valide complet (avec auteur) de ce taxon est Tetrameryx Lull, 1921.

### Publication originale
- (en) Richard Swann Lull, « Fauna of the Dallas sand pits », American Journal of Science, and Arts, New Haven, Inconnu, vol. 2, no 9,‎ 1er septembre 1921, p. 159-176 (ISSN 0002-9599 et 1945-452X, OCLC 5694945, DOI 10.2475/AJS.S5-2.9.159, lire en ligne).